# Schwimmtaucher
Als Schwimmtaucher bezeichnet man Arbeitstaucher der Deutschen Marine, die in einem 8-wöchigen Lehrgang am Einsatzausbildungszentrum Schadensabwehr Marine in Neustadt (Holstein) ausgebildet werden.
Der Sporttest zur Überprüfung der körperlichen Leistungsfähigkeit läuft wie folgt ab:
- 5000 Meter laufen in höchstens 25 Minuten
- 300 Meter Kleiderschwimmen in höchstens 8 Minuten
- Mindestens 3 Klimmzüge
- Abtauchübung (Wassertiefe 5,8 Meter), wobei zwei 5-kg-Ringe geborgen werden müssen, die 10 Meter voneinander entfernt liegen
- 25 Meter Streckentauchen mit einer Wende
- Rettungsschwimmabzeichen in Bronze
- Erfüllter Physical Fitness Test nach den Richtlinien der Bundeswehr

Während des 8-wöchigen Lehrgangs wird theoretisches Fachwissen zum Tauchen mit und ohne Gerät vermittelt sowie am Tag, in der Nacht, bei schlechten Wetterbedingungen, im Tieftauchtopf und auf offener See praktisch getaucht. Die Schwimmtaucher-Anwärter fahren nach etwa drei Wochen mit einem Taucherschulboot auf die Ostsee hinaus und erlernen dort die Kenntnisse zur Nahkampfmittelabwehr unter Wasser (das Auffinden von Sprengkörpern an Schiffen).
Schwimmtaucher erhalten, sobald sie zum Einsatz kommen, eine Gefahren- und Bordzulage.
Um den Schwimmtaucher-Lehrgang absolvieren zu können, braucht der Soldat heutzutage ein Kommando an Bord eines Schiffes oder eine Begründung, aus der ersichtlich ist, dass er diesen Lehrgang dringend benötigt.